# Рольсхаузен
Рольсхаузен (нем. Rollshausen) — община в Германии, в земле Нижняя Саксония.
Входит в состав района Гёттинген. Подчиняется управлению Гибольдехаузен. Население составляет 930 человек (на 31 декабря 2010 года). Занимает площадь 11,68 км².
| Год  | Население |
| ---- | --------- |
| 1990 | 1002      |
| 1995 | 990       |
| 2000 | 993       |
| 2005 | 976       |
| 2010 | 927       |